# برونو جيشه
برونو جيشه (5 نوفمبر 1905 - 1980)  رُقي إلى رتبة ملازم أول * في قوات الأمن الخاصة في ألمانيا النازية. كان عضواً في الوفد المرافق لأدولف هتلر والقائد الرابع للحرس الشخصي لهتلر (المعروف أصلاً باسم بيجليتكوماندو دي فوهرر، والمعروف لاحقًا باسم Führerbegleitkommando ) لفترات يونيو 1934 - أبريل 1942 و ديسمبر 1942 - ديسمبر 1944 - ديسمبر 1944.

## وظيفة مبكرة
محاولاته بالحصول على وظيفة في الجيش الألماني كضابط انتهت بسبب القيود التي فرضتها معاهدة فرساي على قوة الدفاع الوطني بعد الحرب العالمية الأولى.  انضم إلى ما كان آنذاك حركة سياسية متطرفة، NSDAP (الحزب النازي)، وجناحه شبه العسكري ، كتيبة العاصفة (SA) في عام 1922. على الرغم من أن ارتباطه بالحركة النازية كلفه وظيفته في أحد البنوك في عام 1923.  أثبت مركزه داخل الحزب النازي باعتباره محارب قديم (عضو رقم 8592) .  في عام 1927 غادر كتيبة العاصفة للانضمام إلى ما كان حينها فرعها التابع، شوتزشتافل (عضو SS رقم 1093).   

## الترقيات ، التخفيضات والزينة
الترقيات وخفض الرتبة
- 20.7.31 - إس إس- أونتشتونفوهرر ( ملازم ثان )
- 9.11.33 - إس إس أوبيرستورمفيرر ( ملازم أول )
- 1.7.34 - إس إس- هوبتستثرمفهرر ( القبطان )
- 20.4.35 - إس إس- قائد وحدة الاعتداء ( رئيسي )
- 9.11.44 - إس إس- أوبرستورمبانفورر ( عقيد ) [6]
- 20.12.44 - إس إس- أونترشارفورر ( رقيب ) (خفضت من قبل هيملر) * [3]

الأوسمة والجوائز
- شارة الحزب الذهبية
- خاتم شرف إس إس
- شارة الجرح بالأسود [6]
- صليب حديدي من الدرجة الثانية [6]

### اقتباسات
1. 1 2  Dienstaltersliste der Schutzstaffel der NSDAP, Stand vom 1. Dezember 1936 (بالألمانية), 1. Dezember 1936, OCLC:6792109, QID:Q63098423 {{استشهاد}}: تحقق من التاريخ في: |publication-date= (help)
2. ↑  Rochus Misch: Der letzte Zeuge. Ich war Hitlers Telefonist, Kurier und Leibwächter. With foreword by Ralph Giordano, Piper München Zürich 2008, (ردمك 978-3-492-25735-0)
3. 1 2 3 4 5  Hoffmann 2000.
4. ↑  McNab 2009.
5. ↑  Weale 2012.
6. 1 2 3  Felton 2014.